# Maybaum (Unternehmen)

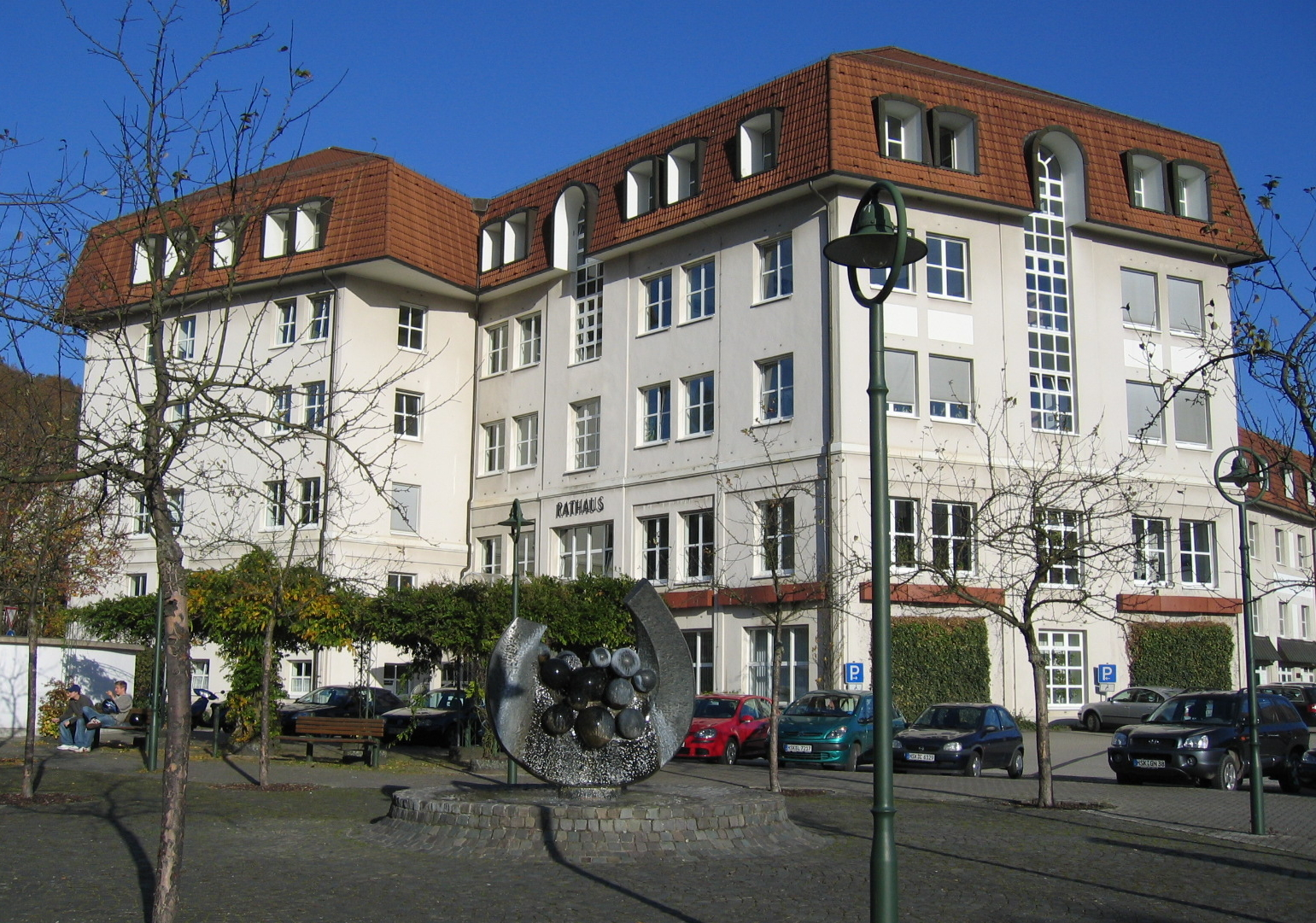
Rathaus der Stadt Sundern, in umgebauten Gebäudeteilen der ehemaligen Betriebsstätte von Maybaum

Maybaum war ein in Sundern im Sauerland ansässiger Hersteller von Elektrogeräten für den Hausgebrauch. Es wurden dort unter anderem Elektroherde, Kochplatten, Backöfen, Wasserkocher, Waffeleisen und vieles mehr produziert.

## Geschichtliche Entwicklung
Das erste Fabrikgebäude war eine 1797 erstmals erwähnte Sägemühle, welche Anton Blome gehörte und 1852 um eine Strohpapierfabrik und in den 1860er Jahren um eine Ziegelei erweitert wurde. Ab 1863 wurden Dachpfannen gefertigt, für deren Haltbarkeit und Güte geworben wurde. Alle drei Fabrikgebäude wurden seinerzeit vom Wasser der Linnepe betrieben. Bei Bedarf konnte auch eine Dreschmaschine an der Doppelschleuse betrieben werden.

Ab etwa 1886 wurde die Papierfabrikation aufgegeben und ab 1889 wurde das Werk bereits als „Broncefabrik“ geführt. Noch vor der Elektrifizierung produzierte man Eisenhämmer, Petroleumlampen, Herd-Zubehör und Wasserkessel aus Messing und Kupfer. Unternehmensinhaber Michael Blome starb 1904 und sein ältester Sohn Eberhard 1906, sodass das Unternehmen an Michael Blomes Schwiegersohn Heinrich Maybaum (* 25. Juni 1867; † 20. Oktober 1931) überging und unter seinem Namen fortgeführt wurde. Einige Jahre nach dem Ersten Weltkrieg übernahm Heinrichs Sohn Ludwig Maybaum (* 1898; † 1988) den Betrieb.

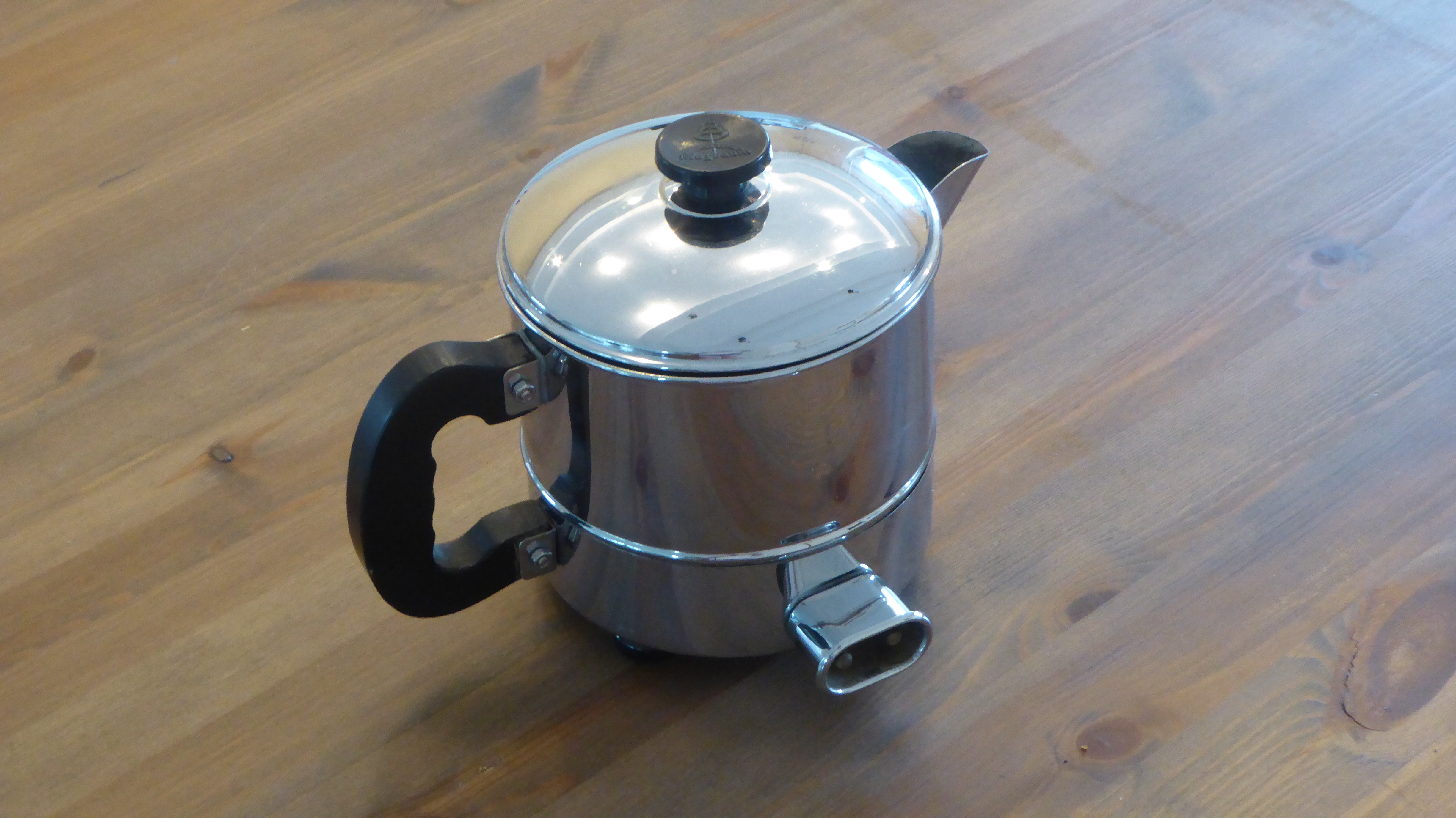
Plastikfreier Wasserkocher von Maybaum

Die Herstellung elektrisch betriebener Haushaltsgeräte begann ab 1919. Seitdem wurden Heiz- und Kochgeräte produziert. Als eines der ersten deutschen Unternehmen erhielt Maybaum 1921 ein Patent auf einen Selbstausschalter zur Absicherung gegen eine Überhitzung des Heizgerätes.
In den 1970er Jahren war die Fließbandmontage und -produktion vieler Geräte bereits stark automatisiert. So gab es eine Presserei, eine Stanzerei, automatische Schweißmaschinen, Beiz- und Lackieranlagen, sowie eine Galvanik. Die Entwicklung sämtlicher Geräte wurde in Eigenleistung erbracht. Zusätzlich wurde auch in einer eigens eingerichteten Lehrwerkstatt ausgebildet.
Miele ließ seinen ersten Herd 1968 bei Maybaum entwickeln, welcher dann bis 1974 produziert wurde. Von 1963 bis 1974 wurden mehrfach Elektrogeräte von Maybaum mit dem iF-Design-Award ausgezeichnet. Hierzu gehörten unter anderem 1963 ein Automatik-Toaster, 1967 Speicherwarmhalteplatten, 1968/1970 Wasserkocher, 1972 ein Schnellheizer und 1974 ein Wandkonvektionsofen.
1974 wurde das Anschlusskonkursverfahren eröffnet, welches im Juli 1986 aufgehoben wurde. Der Markenname „Maybaum“ war verkauft worden. Die Löschung der Firma Maybaum-Elektrogerätefabrik Ludwig Maybaum im Handelsregister erfolgte im Oktober 1986. Heute (2023) werden wieder Geräte unter dem Namen „Maybaum“ produziert und verkauft, welche allerdings mit dem ursprünglichen Unternehmen nichts mehr zu tun haben.
Das 1908 errichtete Unternehmensgebäude im Zentrum der Stadt Sundern wurde nach dem Konkurs komplett umgestaltet und dient heute der Stadt Sundern als Rathaus.
Das Museum Alte Kornbrennerei verfügt über eine große Sammlung von Geräten des Unternehmens.